# Alstroemeria yaelae
Alstroemeria yaelae är en alströmeriaväxtart som beskrevs av Pierfelice Ravenna. Alstroemeria yaelae ingår i släktet alströmerior, och familjen alströmeriaväxter. Inga underarter finns listade i Catalogue of Life.